# Westphalia (Schiff, 1868)
Das Dampfschiff Westphalia war das dritte Schiff der Hammonia-Klasse der Hamburg-Amerikanische Packetfahrt-Actien-Gesellschaft (Hapag).
Den Namen trugen auch ein von 1899 bis 1918 eingesetztes Frachtschiff von 3.079 BRT, die als Sophie Rickmers angekauft wurde. Dritter Träger des Namens bei der Hamburg-Amerika-Linie war dann von 1923 bis 1930 ein Neubau von 11.343 BRT, der in General Artigas umbenannt wurde und 1936 an die Hamburg-Süd abgegeben wurde. In der moderneren Form Westfalia kam 1964 das Typschiff der Westfalia-Klasse in den Dienst der Reederei.

## Geschichte
Das Schiff wurde 1868 in Greenock bei Caird & Company gebaut und trat seinen Dienst auf der Hamburg-Amerika-Linie am 16. September 1868 an. Es bot 90 Plätze für Passagiere der ersten Klasse, 120 in der zweiten und 520 Plätze in der dritten Klasse. Zunächst hatte es nur einen Schornstein und zwei Segelmasten.
Die Westphalia wurde auf der Strecke Hamburg-New York eingesetzt. Am 9. Juli 1870 rammte sie bei dichtem Nebel im Kanal die norwegische Brigg Pravis, die sofort sank, deren Besatzung aber gerettet werden konnte.

### Illustre Ladung
Im Jahr 1871 wurden auf der Westphalia die Einzelteile für den Tyler-Davidson-Brunnen, der in Bayern angefertigt worden war und in Cincinnati aufgebaut werden sollte, nach Amerika verschifft – darunter auch 85 Tonnen bayrischer Granit. Die zwei größten Transportkisten konnten nicht in den Laderäumen untergebracht werden und mussten an Deck festgezurrt werden.
1874 erreichte die Westphalia Queenstown (Irland) im Schlepp eines spanischen Dampfers, nachdem ihre Antriebswelle auf der Rückreise gebrochen war.

### Umbau und weiterer Einsatz

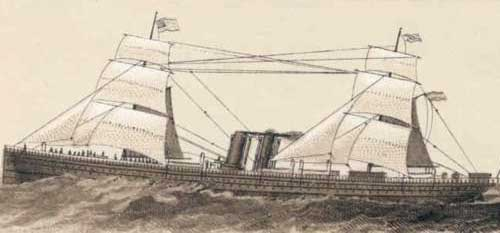
Die Westphalia auf See

Nach einer letzten Rundreise ab dem 28. April 1875 wurde sie in Hamburg aufgelegt, da die Hapag nach dem Ankauf der Adler-Linie mit ihren sechs modernen Dampfern über erheblich Überkapazitäten verfügte. Die Zeit der Nichtbeschäftigung wurde für eine Modernisierung der Westphalia bei Blohm & Voss 1877/78 genutzt. Sie erhielt neue Compound-Maschinen und zwei Schornsteine. Ab dem 30. Juli 1879 fuhr sie wieder auf ihrer alten Strecke.

### Unglücksfälle und Kollisionen
Am 8. August 1882 stieß das Schiff mit der britischen State of Florida (3.158 BRT, 1874) zusammen. Im selben Jahr kollidierte die Westphalia in der Nacht des 13. November im Kanal mit dem belgischen Frachter Adrien David (1.163 BRT, 1870), wobei dieser sank und seine gesamte Besatzung von 25 Mann ums Leben kam. Ein Teil der Besatzung der Westphalia versuchte ihr zu Hilfe zu kommen. Nach dem Bericht der Männer, der in der New York Times vom 15. November 1882 erschien, ging der belgische Dampfer in Flammen auf, bevor er sank. Die Westphalia selbst konnte schwer beschädigt den Hafen von Portsmouth erreichen. Laut dem Zeitungsbericht steckte ein großes Stück des Dampfers, mit dem sie kollidiert war - um welches Schiff es sich handelte, war zunächst gar nicht bekannt - in ihrem Rumpf. Offenbar hatte die Adrien David zunächst die Backbordseite der Westphalia getroffen und war dann an der Steuerbordseite des Schiffs entlanggeschrammt und hatte diese auch noch aufgerissen.
Im Februar 1883 nahm die Westphalia zwanzig Passagiere des im Januar verunglückten Schwesterschiffes Cimbria an Bord und brachte sie nach New York.
Am 19. Dezember 1886 startete zu ihrer 103. und letzten Reise im Dienst der HAPAG nach New York.

## Weiterer Dienst unter italienischer Flagge
1887 wurde sie an Armstrong/Mitchell in Newcastle verkauft und erhielt den Namen Atlantica. 
Schon ein Jahr später erhielt sie wieder einen neuen Namen, Provincia di Sao Paolo, und fuhr nun für Gazzo & Schiaffino in Genua. 1889 wurde sie an die Fratelli Lavarello abgegeben und in Mentana umgetauft. 1890 erfolgte die Übernahme durch die auch Südamerikadienst tätige Reederei La Veloce, die das Schiff als Sud America einsetzte. Ihr Heimathafen während dieser raschen Namenswechsel blieb Genua.
1901 wurde die ehemalige Westphalia in Genua abgewrackt.